# Haemaphysalis yeni
Haemaphysalis yeni este o specie de căpușe din genul Haemaphysalis, familia Ixodidae, descrisă de Toumanoff în anul 1944. Conform Catalogue of Life specia Haemaphysalis yeni nu are subspecii cunoscute.